# Simon Stehle
Simon Fabio Stehle (* 17. September 2001 in Valladolid, Spanien) ist ein deutscher Fußballspieler. Der Flügelspieler steht beim SV Wehen Wiesbaden unter Vertrag.

## Karriere
Stehle wurde im spanischen Valladolid geboren und wuchs auf Gran Canaria auf. 2017 wechselte er, nachdem er auch bei Atlético Madrid gespielt hatte, aus der Jugend der UD Levante nach Deutschland in das Nachwuchsleistungszentrum von Hannover 96. Zur A-Junioren-Bundesligasaison 2018/19 rückte der auf beiden Flügeln einsetzbare Angreifer in die U19 Hannovers auf und erzielte als Stammkraft in 20 Saisonspielen drei Tore sowie fünf Vorlagen. In der Folgespielzeit schoss Stehle als zeitweiser Mannschaftskapitän in der Hinrunde 14 Tore und bereitete vier weitere vor, woraufhin er im November 2019 erstmals in der Regionalliga Nord eingesetzt wurde.
Unter Cheftrainer Kenan Koçak durfte Stehle im Januar 2020 mit ins Wintertrainingslager der Profis reisen und auch in der Folge weiter mit der ersten Herrenmannschaft trainieren. Am 21. Spieltag stand er dann nach Verletzungen der Stürmer Hendrik Weydandt und John Guidetti im Kader der Zweitligamannschaft. Beim Auswärtssieg gegen die SpVgg Greuther Fürth traf der Flügelstürmer nach seiner Einwechslung zur Schlussphase in der 6. Minute der Nachspielzeit zum 1:3-Endstand. Mitte Februar 2020 erhielt Stehle einen bis Juni 2022 gültigen Profivertrag in Hannover. Bis zum Ende der Saison 2019/20 folgte eine weitere Einwechslung. In der Saison 2020/21 kam Stehle lediglich zu 3 Einwechslungen in der 2. Bundesliga und spielte darüber hinaus 2-mal in der Regionalliga Nord (ein Tor).
Anfang August 2021 verlängerte Stehle seinen Vertrag bei Hannover 96 bis zum 30. Juni 2023 und wechselte bis zum Ende der Saison 2021/22 auf Leihbasis zum Drittligisten 1. FC Kaiserslautern.
Nach der Rückkehr aus Kaiserslautern verlängerte Stehle seinen Vertrag in Hannover bis zum 30. Juni 2024 und ließ sich erneut in die 3. Liga, diesmal zum FC Viktoria Köln, verleihen.
Im Sommer 2023 wurde sein Vertrag in Hannover aufgelöst. Daraufhin wechselte er Anfang August 2023 zum Drittligisten 1. FC Saarbrücken. Im Sommer 2025 wechselte er zum SV Wehen Wiesbaden und unterschrieb dort einen Vertrag bis 2027.

## Persönliches
Stehles Vater ist Deutscher, seine Mutter Kolumbianerin.